# Junip
I Junip sono un gruppo svedese indie rock formato prevalentemente da José González (voce, chitarra) e Tobias Winterkorn (organo, moog) accompagnati da diversi artisti durante le registrazioni e nei vari live.

## Storia
La band è stata formata nel 1998 da José González e Elias Araya insieme a Tobias Winterkorn. Nel 2000 uscì il loro primo EP Straight Lines. I loro brani Far Away e Don't Let It Pass fanno parte della colonna sonora del film I sogni segreti di Walter Mitty di e con Ben Stiller.

## Discografia

### Album
- 2010 – Fields
- 2013 – Junip

### EP
- Straight Lines (2000)
- Black Refuge EP (2005)
- Rope and Summit EP (2010)
- In Every Direction EP (2011)